# Уфимцева, Анна Анфилофьевна
А́нна Анфило́фьевна Уфи́мцева (1921—1994) — советский и российский лингвист, доктор филологических наук, сотрудник сектора общего языкознания Института языкознания РАН.

## Научная деятельность
Автор книг:
- 1968 — «Слово в лексико-семантической системе языка»,
- 1974 — «Типы словесных знаков»,
- 1986 — «Лексическое значение. Принципы семиологического описания лексики»;
- Лексическая номинация (первичная нейтральная). М., 2010;
- Опыт изучения лексики как системы. На материале английского языка. М., 2020.

Автор статей о знаковых теориях и языковых знаках. 
В работах А. А. Уфимцевой особое внимание уделяется системности лексики, в том числе, лексической парадигматики, исследуются внеязыковые связи слов и отражения действительности в их семантике.
В своей работе рассматривала основную проблему историко-семасиологических исследований — выявление специфики лексико-семантической системы языка; показывала системный характер лексических явлений.